# Svartfläckig blåvinge
Svartfläckig blåvinge (Maculinea arion) är en fridlyst art i fjärilsfamiljen juvelvingar. Den finns på torra ängsmarker i stora delar av Europa men populationerna har en vikande tendens. 

## Beskrivning
Arten är en stor blåvinge med ett vingspann av 33 till 42 mm. Både ovansidorna och undersidorna av de blå vingarna har tydliga, svarta fläckar.

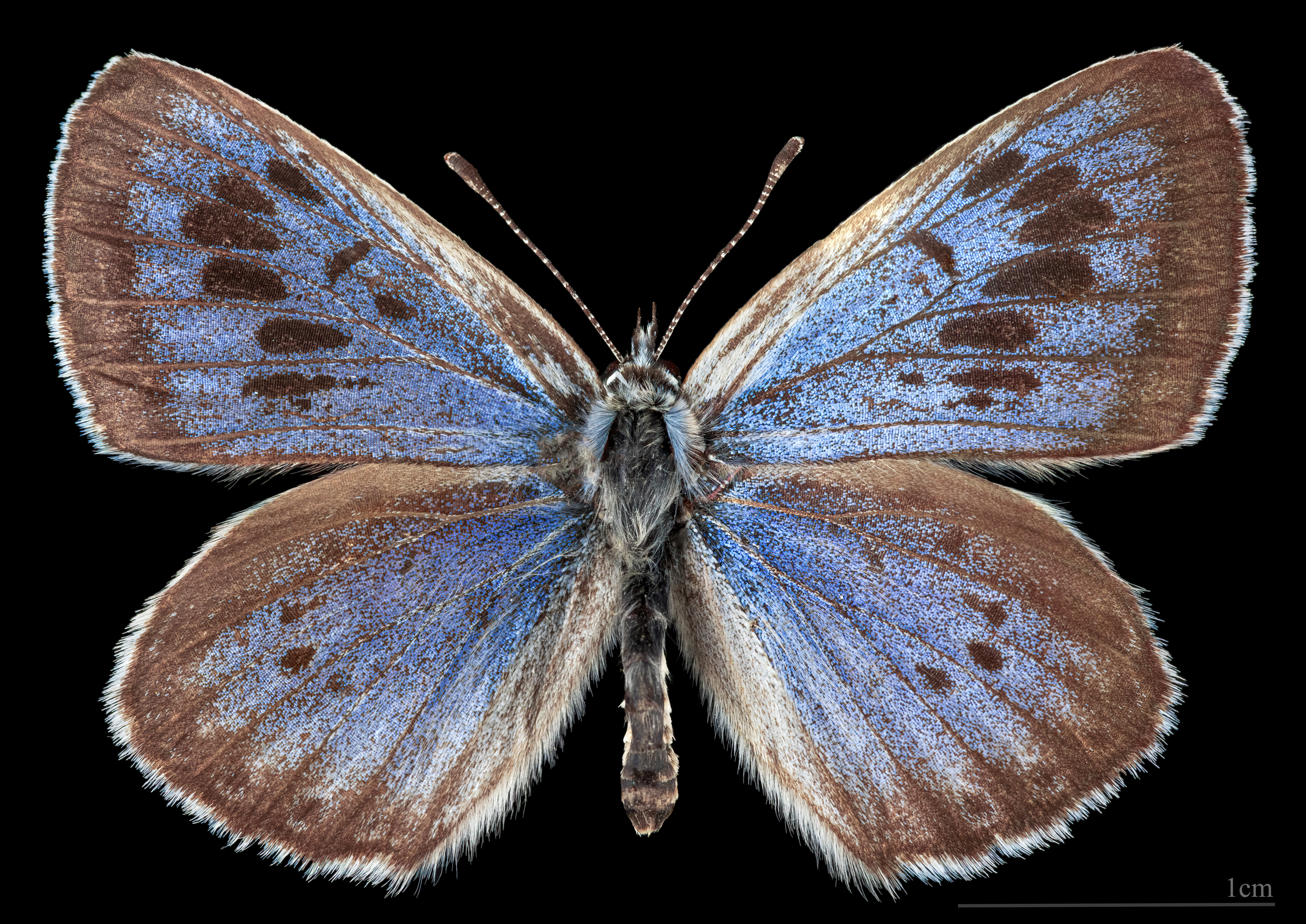
Phengaris arion ♂
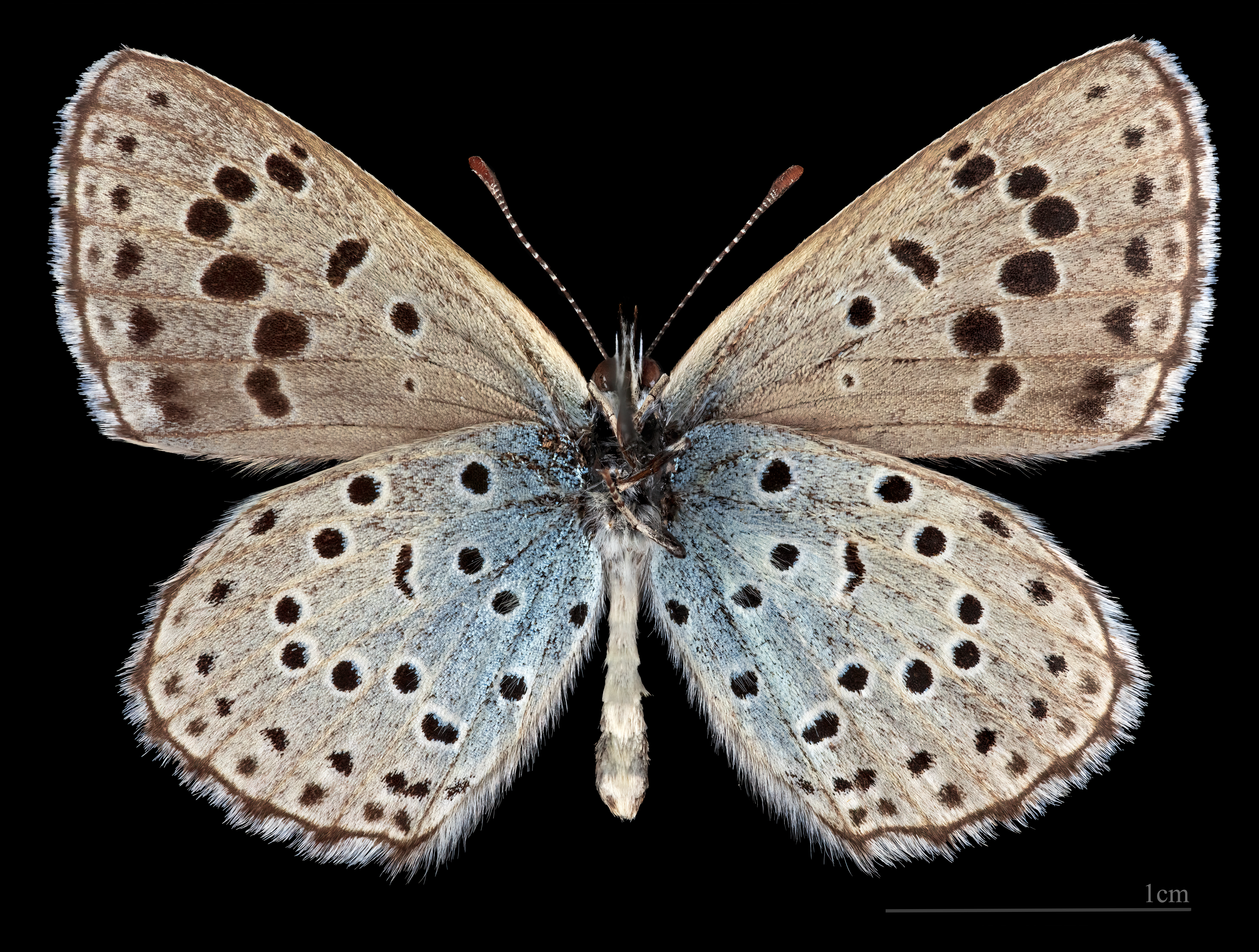
Phengaris arion ♂  △

## Underarter
Catalogue of Life listar 39 underarter:
- M. a. aglaophon (Fruhstorfer, 1934)
- M. a. alpina Fruhstorfer, 1917
- M. a. annarion Dietzel, 1990
- M. a. antesion (Fruhstorfer, 1917)
- M. a. arcina (Fruhstorfer, 1910)
- M. a. argoviensis Beuret, 1957
- M. a. arthurus (Melvill, 1873)
- M. a. australpina (Verity, 1924)
- M. a. buholzeri Rezbanyai, 1978
- M. a. cyanecula (Eversmann, 1848)
- M. a. delphinatus (Fruhstorfer, 1910)
- M. a. eutyphron (Fruhstorfer, 1934)
- M. a. insubrica (Vorbrodt, 1912)
- M. a. jasilkowskii (Hormuzaki, 1897)
- M. a. laranda (Fruhstorfer, 1910)
- M. a. ligurica (Wagner, 1904)
- M. a. lutshniki (Krulikovski, 1927)
- M. a. major (Oberthür, 1916)
- M. a. microarion Beuret, 1964
- M. a. naruena (Courvoisier, 1911)
- M. a. naryoniensis (Beuret, 1938)
- M. a. nepete (Fruhstorfer, 1934)
- M. a. obscura (Christ., 1890)
- M. a. ofenia (Tutt, 1909)
- M. a. sabinorum (Dannehl, 1933)
- M. a. sergeji (Obraztsov, 1936)
- M. a. shiranensis (Scriba, 1921)
- M. a. sosinomos (Fruhstorfer, 1934)
- M. a. subtusbrunea Beuret, 1964
- M. a. supraddenda Verity, 1943
- M. a. tainaron (Fruhstorfer, 1934)
- M. a. taras (Fruhstorfer, 1934)
- M. a. tatsienlouica (Oberthür, 1912)
- M. a. unicolor (Hormuzaki, 1892)
- M. a. uralensis (Elwes, 1899)
- M. a. ussuriensis (Sheljuzhko, 1928)
- M. a. vagula Szabó, 1956
- M. a. vernetensis (Oberthür, 1916)
- M. a. vesubia (Fruhstorfer, 1917)

## Utbredning
Utbredningsområdet omfattar England, Spanien, Italien, Frankrike, Skandinavien och vidare genom Centraleuropa, Ryssland och Turkiet till Sibirien, Mongoliet och norra Kina.
Arten har gått tillbaka i Sverige och finns idag i Skåne, Blekinge, Västergötland, Öland, Gotland, Uppland och Södermanland. Även i Finland har den gått tillbaka kraftigt; tidigare förekom den, låt vara inte särskilt allmänt, i hela den södra delen av landet med undantag för västkusten och Åland. Idag finns den bara kvar på något fåtal lokaler. Även i Danmark har den gått tillbaka och finns idag endast på Mön.

## Ekologi
Larven har backtimjan som värdväxt och bärs sedan av myror, främst hedrödmyra Myrmica sabuleti, hem till myrboet, där den tas hand av myrorna (Kirbys mimikry). Fjärilslarven äter myrlarver och avsöndrar i utbyte en söt vätska som myrorna äter.

## Hotstatus
Svartfläckig blåvinge är upptagen som nära hotad i Internationella naturvårdsunionens rödlistning över hotade arter.
I Sverige var den upptagen som sårbar ("VU") i 2005 års rödlista. I 2010 och 2015 års rödlistor anges den som nära hotad ("NT"). I Finland är den upptagen som akut hotad ("CR") i 2010 års rödlista.